# مارشالز

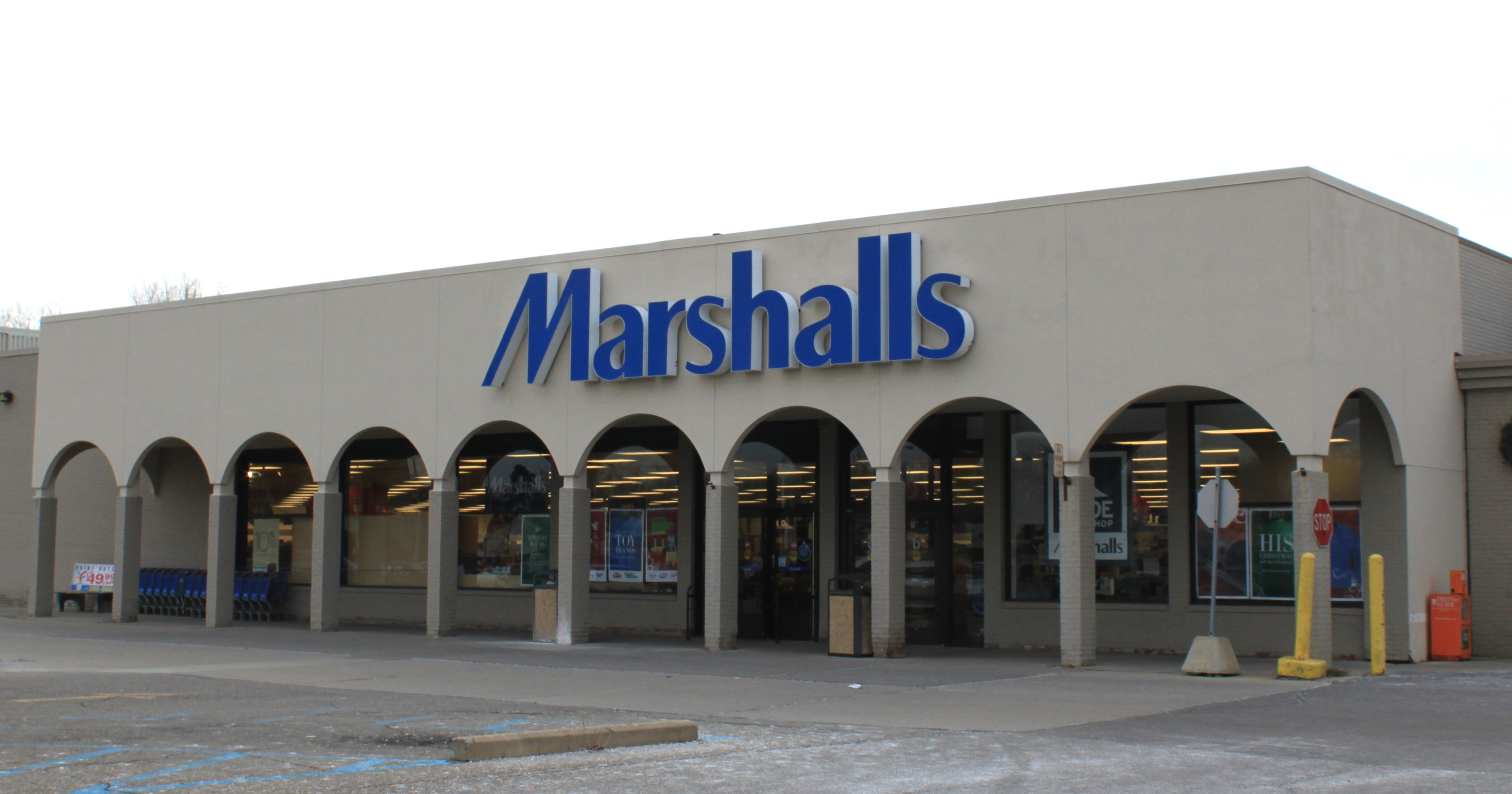
شعبه‌ای از مارشالز در دیربورن، میشیگان

مارشالز (به انگلیسی: Marshalls) شرکت خرده‌فروشی پوشاک آمریکایی است، که در سال ۱۹۵۶ توسط آلفرد مارشال در بوستون، ماساچوست راه‌اندازی شد و هم‌اکنون مالک شبکه‌ای از ۷۵۰ فروشگاه زنجیره‌ای پوشاک در ایالات متحده آمریکا، کانادا و پورتوریکو می‌باشد. 
امروزه مارشالز، به همراه تی‌جی‌مکس، هوم‌گودز، هوم‌سنس و وینرز از زیرمجموعه‌های کمپانی تی‌جی‌ایکس محسوب می‌شوند. دفتر مرکزی شرکت مارشالز در شهر فرامینگهام، ماساچوست قرار دارد.